# Opatství Pomposa
Opatství Pomposa (italsky Abbazia di Pomposa) je bývalý benediktinský klášter v italské obci Codigoro na pobřeží Jaderského moře poblíž Ferrary. Byl jedním z nejvýznamnějších klášterů severní Itálie s bohatou sbírkou rukopisů a románskými stavbami. Působil zde Guido z Arezza v době, kdy pravděpodobně vytvořil základy současné hudební notace.

## Dějiny
Nejstarší zpráva o benediktinském opatství na tomto místě pochází z roku 874, kdy byla Pomposa již centrem sofistikovaného karolinského umění. Založena byla pravděpodobně o dvě století dříve, v době po zničení Classe, přístavu Ravenny, roku 574. Vznikla tedy během langobardské epochy v severní Itálii a založili ji mniši irského misionáře Kolumbána. Dopis datovaný kolem roku 1093 zmiňuje mezi klasickými texty získanými nebo zkopírovanými pro knihovnu opatem Girolamem Horatia (Carmen Saeculare, Satiry, Epištoly), Vergiliovy Georgiky, Juvenala, Persia, Quintiliana, Terentiovu Andrii, Jeronýmovu předmluvu k Eusebiově historii, Ciceronovy spisy De officiis a De oratore, zkrácené Liviovy dějiny zvané Periochae a spis Mathematica od Julia Firmica Materna.
Až do 14. století mělo opatství majetky v celé Itálii, takže jeho kopiář má víc než jen místní význam, ale později začalo upadat kvůli chudnutí oblasti následkem ústupu moře a rostoucímu výskytu malárie v deltě Pádu. Hrálo důležitou roli v italské kultuře i díky práci zdejších písařů a také díky pobytu Petra Damiána v Pompose. V opatství také Guido z Arezza vynalezl na počátku 11. století moderní hudební notaci.
Mniši z Pomposy se v roce 1650 odstěhovali do San Benedetta ve Ferraře a nechali opatství opuštěné. V 19. století získal budovy italský stát.

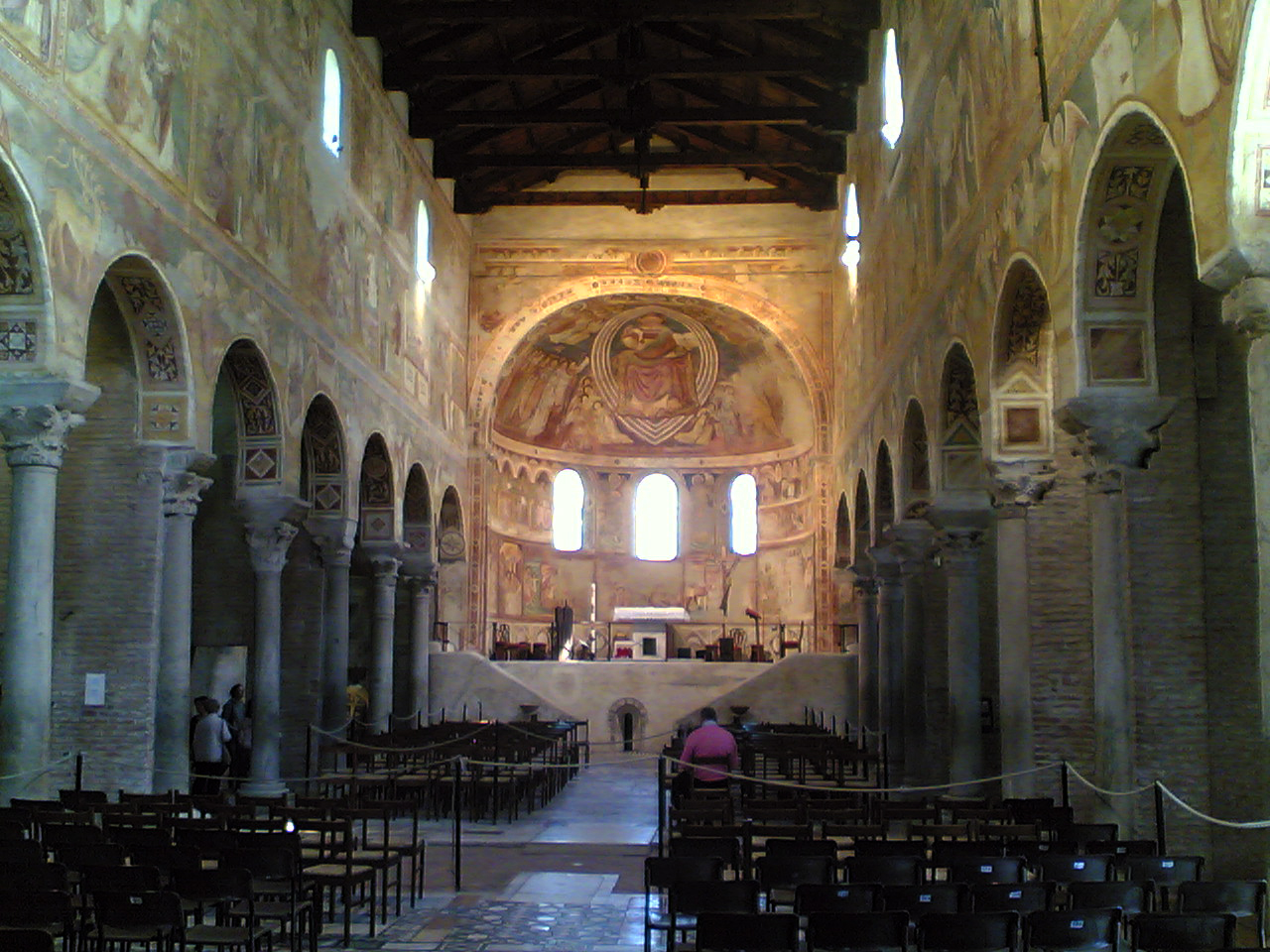
Freskami zdobená loď kostela

Zdejší kostel Santa Maria je trojlodní bazilika v románském stylu ravenské oblasti s arkádovými loděmi a trámovým stropem. Vznikl někdy v 7.–9. století a postupně byl rozšiřován, jak opatství rostlo na síle a prestiži, až dosáhl v 11. století dnešní podoby. Interiér obsahuje mozaikovou kamennou dlažbu z 12. století s kosmateskními vzory a fresky od Vitaleho da Bologna a jeho pomocníků; v refektáři jsou fresky od neznámého riminského mistra. Kapitulní síň obsahuje fresky z počátku 14. století od některého Giottova žáka.
Volně stojící zvonice (stavba zahájena v roce 1063 a dokončena během několika desetiletí) o výšce 48 m patří spolu se zvonicí opatství San Mercuriale (75 m) ve Forlì k nejkrásnějším dochovaným zvonicím z románského období.
Pozoruhodná je také budova Palazzo della Ragione z poloviny 11. století obrácené k opatskému kostelu. Je součástí nádvoří nebo atria a byla postavena předtím, než byl v roce 1026 vysvěcen klášterní kostel. Jejím architektem byl Mazulo vyškolený v Ravenně.